# Hayastani Ankaxowt'yan Gavat' 2024-2025
La Hayastani Ankaxowt'yan Gavat' 2024-2025 (in italiano Coppa dell'Indipendenza) è stata la 34ª edizione della coppa nazionale armena, iniziata il 20 agosto 2024 e terminata il 13 maggio successivo con la finale.
La competizione è stata vinta dal Noah, che ha vinto la seconda coppa nazionale della sua storia.

## Formato
Il torneo si è disputato con la formula a eliminazione diretta. Hanno partecipato alla competizione le undici squadre della Bardsragujn chumb 2024-2025, sei squadre dell'Araǰin Xowmb 2024-2025, più altre tre formazioni non iscritte ai campionati calcistici armeni. L'Ararat-Armenia è la formazione detentrice del trofeo.

## Risultati

### Primo turno
Il sorteggio del primo turno si è tenuto l'11 luglio 2024.
| Squadra 1      | Risultato | Squadra 2        |
| -------------- | --------- | ---------------- |
| 20 agosto 2024 |           |                  |
| Bentonit       | 0 – 7     | Lernayin Artsakh |
| Araks Ararat   | 0 – 2     | Ganjasar         |
| 21 agosto 2024 |           |                  |
| Andranik       | 0 – 3     | Van Charentsavan |
| BKMA Erevan    | 6 – 1     | Cilicia          |
| 22 agosto 2024 |           |                  |
| Mika Erevan    | 2 – 1     | Vajk             |
| Nikarm         | 0 – 11    | Syunik           |

### Secondo turno
Il sorteggio del secondo turno si è tenuto il 17 settembre 2024.
| Squadra 1        | Risultato       | Squadra 2        |
| ---------------- | --------------- | ---------------- |
| 1º ottobre 2024  |                 |                  |
| Mika Erevan      | 0 – 2 (dts)     | Lernayin Artsakh |
| Širak            | 0 – 3           | Van Charentsavan |
| 2 ottobre 2024   |                 |                  |
| Ararat           | 1 – 1 (4-5 dtr) | Ganjasar         |
| West Armenia     | 2 – 1           | Syunik           |
| 3 ottobre 2024   |                 |                  |
| BKMA Erevan      | 0 – 4           | Urartu           |
| 19 febbraio 2025 |                 |                  |
| Noah             | 2 – 0           | Alaškert         |

### Quarti di finale
Il sorteggio del secondo turno si è tenuto il 17 gennaio 2025.
| Squadra 1                     | Totale | Squadra 2        | Andata | Ritorno |
| ----------------------------- | ------ | ---------------- | ------ | ------- |
| 5 marzo 2025 / 1º aprile 2025 |        |                  |        |         |
| Urartu                        | 1 – 3  | Ararat-Armenia   | 0 – 1  | 1 – 2   |
| P'yownik                      | 12 – 4 | Lernayin Artsakh | 7 – 2  | 5 – 2   |
| 6 marzo 2025 / 2 aprile 2025  |        |                  |        |         |
| Van Charentsavan              | 6 – 2  | West Armenia     | 3 – 0  | 3 – 2   |
| Ganjasar                      | 0 – 7  | Noah             | 0 – 3  | 0 – 4   |

### Semifinali
Il sorteggio del secondo turno si è tenuto il 3 aprile 2025.
| Squadra 1                       | Totale          | Squadra 2        | Andata | Ritorno     |
| ------------------------------- | --------------- | ---------------- | ------ | ----------- |
| 15 aprile 2025 / 29 aprile 2025 |                 |                  |        |             |
| P'yownik                        | 2 – 2 (2-4 dtr) | Ararat-Armenia   | 0 – 2  | 2 – 0 (dts) |
| 16 aprile 2025 / 30 aprile 2025 |                 |                  |        |             |
| Noah                            | 2 – 1           | Van Charentsavan | 2 – 0  | 0 – 1       |

### Finale
| Arbitro: | Ashot Harutyunyan |

|                             |           |              |
| Ferrerira 40’, 57’ Aiás 87’ | Marcatori | 44’ Noubissi |